# Антон Алойс (Хоенцолерн-Зигмаринген)
Антон Алойс Майнрад Франц фон Хоенцолерн-Зигмаринген (на немски: Anton Aloys (Alois) Meinhard Franz von Hohenzollern-Sigmaringen; * 20 юни 1762 в дворец Зигмаринген; † 17 октомври 1831 в Зигмаринген) от швабската линия на Хоенцолерните е седмият княз и също първият суверенен княз на Хоенцолерн-Зигмаринген (1785 – 1831).
Той е син на княз генерал фелдмаршал лейтенант Карл Фридрих фон Хоенцолерн-Зигмаринген (1724 – 1785) и съпругата му графиня Йохана фон Хоенцолерн-Берг (1727 – 1787), дъщеря на граф Франц Вилхелм фон Хоенцолерн-Берг (1704 – 1737) и графиня Мария Катарина фон Валдбург-Цайл (1702 – 1739). Майка му е внучка на княз Майнрад II фон Хоенцолерн-Зигмаринген (1673 – 1715) и графиня Йохана Катарина фон Монфорт-Тетнанг (1678 – 1759). Внук е на княз Йозеф Фридрих Ернст фон Хоенцолерн-Зигмаринген (1702 – 1769) и първата му съпруга принцеса Мария фон Йотинген-Шпилберг (1703 – 1737).
Антон Алойс фон Хоенцолерн-Зигмаринген е роден през Седемгодишната война и расте при майка си, която е в нейните владения и при нейния брат Йохан Баптис в Нидерландия. По-късно той следва в университетите Фрайбург, Хайделберг и Инголщат. На 20 декември 1785 г., след смъртта на баща му, Антон Алойс получава княжеството Хоенцолерн-Зигмаринген. На 22 февруари 1787 г., след смъртта на майка му, Антон Алойс наследява нейните титла и владения в Нидерландия.
При избухването на Коалиционната война (1792 – 1815) Антон Алойс бяга във Виена и през 1796 г. се връща отново обратно. Франция получава от Германия териториите на лявата страна на река Рейн. Така Антон Алойс загубва през 1802 г. всичките си собствености в Нидерландия. Той получа затова господството Глат в северен Шварцвалд и манастирите Инцигкофен, Беурон и Холцен. През 1806 г. княз Антон Алойс встъпва в Рейнския съюз, създаден от Наполеон I. Антон Алойс получава от Наполеон I, с когото е сватосан, господствата Ахберг и Хоенфелс също суверенитета над всичките му рицарски територии на страната му. През 1814 г. той участва във Виенския конгрес, при който му е признат неговия суверенитет и той получава предишните си собствености в Бавария и в Нидерландия. През 1815 г. княжеството става член на Германския съюз.
Антон Алойс фон Хоенцолерн-Зигмаринген умира на 17 октомври 1831 г. на 69 години в дворец Зигмаринген и е погребан в Зигмаринген.
Роднина е на Карол I (1839 – 1914), 1866 г. крал на Румъния, на крал Педро V от Португалия (1837 – 1861), и на крал Албер I от Белгия (упр. 1909 – 1934).

## Фамилия
Антон Алойс фон Хоенцолерн-Зигмаринген се жени на 13 август 1782 г. в дворец Даун, Кирн/Нае, за принцеса Амалия Цефирина фон Залм-Кирбург (* 6 март 1760 в Париж; † 17 октомври 1841 в Зигмаринген, Долния дворец), дъщеря на княз вилд- и рейнграф Филип Йозеф фон Залм-Кирбург (1709 – 1779) и принцеса Мария Тереза фон Хорнес (1725 – 1783). Те имат две деца:
- син (*/† 3 септември 1783 в Париж)
- Карл Антон Фридрих Майнрад Фиделис фон Хоенцолерн-Зигмаринген (* 20 февруари 1785 в Зигмаринген; † 11 март 1853 в Болоня), княз на Хоенцолерн-Зигмаринген (1831 – 1848), женен I. на 4 февруари 1808 г. в Париж за френската принцеса Мария Антуанет Мюра (* 5 януари 1793; † 19 януари 1847), II. на 14 март 1848 г. в Купферцел за принцеса Катарина фон Хоенлое-Валденбург-Шилингсфюрст (* 19 януари 1817; † 15 февруари 1893)